# Lidingö socken
Lidingö socken i Uppland ingick i Danderyds skeppslag och området motsvarar sedan 1971 ungefär Lidingö kommun, från 2016 även Lidingö distrikt, med undantag för ön Tranholmen som 1971 överfördes till Danderyds kommun. 
Socknens areal var 30,82 kvadratkilometer, varav 30,14 land. År 2000 fanns här 41 192 invånare. Elfviks gård, tätorterna Lidingö, Brevik och Sticklinge udde samt sockenkyrkan Lidingö kyrka ligger i socknen.  

## Administrativ historik

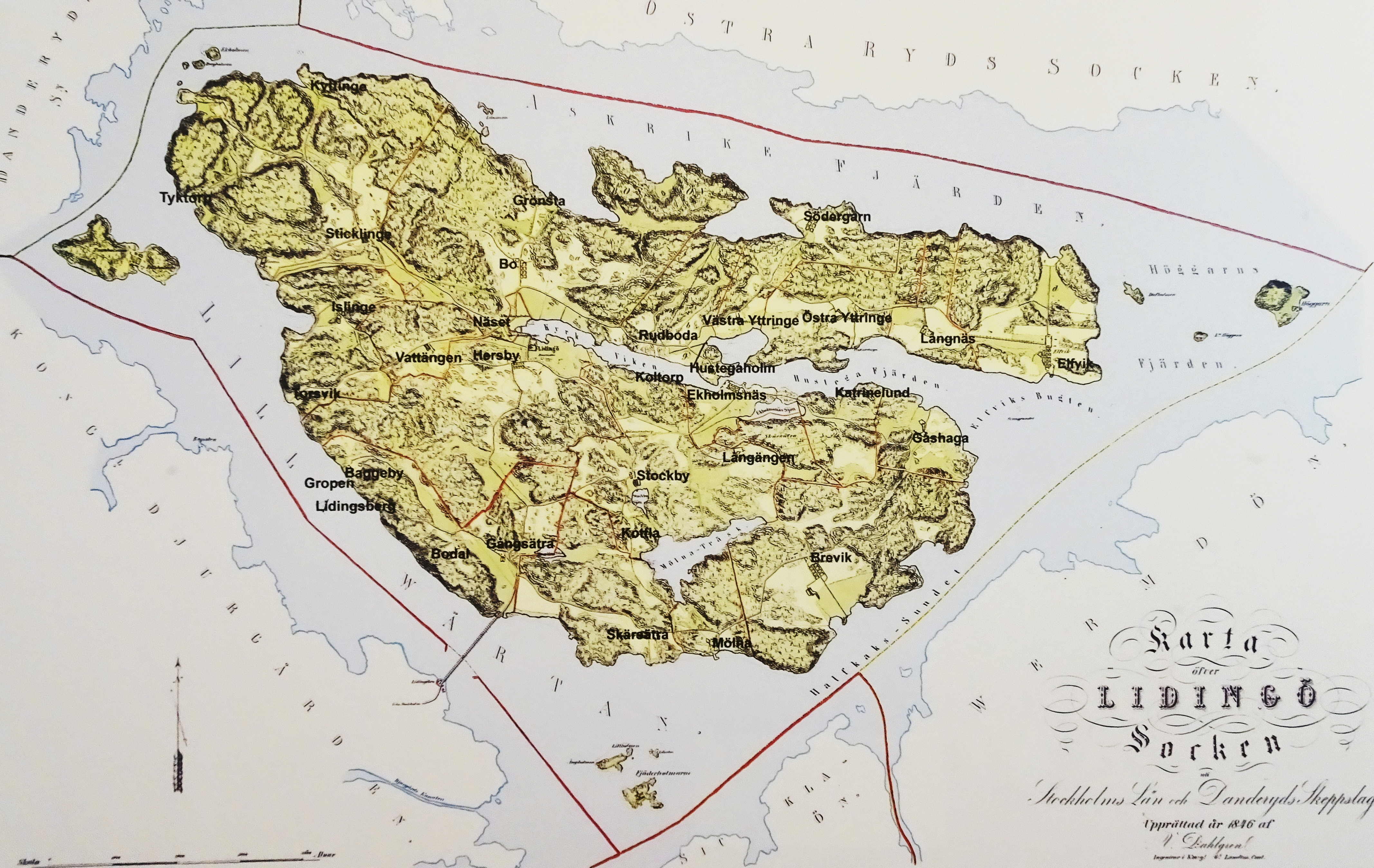
Karta över Lidingö socken 1816.

Lidingö socken bildades 16 september 1653 genom en utbrytning ur Danderyds socken (norra ön) och Solna socken (södra om en linje dragen genom Hustegsfjärden och Kyrkviken och vidare mot västnordväst) där de sista delarna av jordebokssocknen överfördes 1713.
Vid kommunreformen 1862 övergick socknens ansvar för de kyrkliga frågorna till Lidingö församling och för de borgerliga frågorna till Lidingö landskommun. Landskommunen ombildades 1910 till Lidingö köping och 1926 till Lidingö stad som 1971 ombildades till Lidingö kommun. Ögruppen Storholmen har därefter tillförts Lidingö kommun från Östra Ryds socken
1 januari 2016 inrättades distriktet Lidingö, med samma omfattning som församlingen hade 1999/2000.
Socknen har tillhört län, fögderier, tingslag och domsagor enligt vad som beskrivs i artikeln Danderyds skeppslag. De indelta båtsmännen tillhörde Södra Roslags 2:a båtsmanskompani.

## Geografi
Lidingö socken ligger nordost om Stockholm och omfattar Lidingön med smärre öar som Fjäderholmarna och Tranholmen med Lilla Värtan i söder och Askrikefjärden i norr.  Socknen är en småkuperad skogsbygd med odlingsbygd vid vattnen och i dalar.

## Fornlämningar
Fem gravfält från järnåldern är kända och två runristningar har påträffats.

## Namnet
Namnet (1328 Lydhingö) kommer från ön. Denna innehåller inbyggarbeteckningen lydingar och Ludh/Ludhi/Ludhvik ett äldre namn för Kyrkviken och namnet syftar då på de människor som bodde där. Viknamnet kan innehålla luden indikerande att där växte vass.